# Partidul German din România
Partidul German din România (germană Deutsche Partei in Rumänien, abreviat PGR respectiv DPR) a fost un partid al minorității germane din Regatul României. A fost fondat pe 6 septembrie 1919 la Sighișoara (germană Schäßburg), înaintea alegerilor parlamentare din noiembrie 1919, la inițiativa unei părți a burgheziei săsești, prin fuzionarea unor organizații politice ale sașilor și ale șvabilor. Partidul, care era expresia politică a Uniunii germanilor din România, s-a extins rapid în Transilvania, Banat, Bucovina și Basarabia, regiuni unde existau populații germane numeroase. 
Partidul își propunea recunoașterea Uniunii germanilor din România ca o entitate politică distinctă, cu drept de a reprezenta toți etnicii germani. Partidul promova interese specifice: dreptul la cultură și învățământ în limba maternă, liberatea de a înființa școli și alte instituții culturale, libertatea de asociere în scopuri religioase, culturale, economice, etc. Partidul German din România a participat la alegerile parlamentare în cartel cu Guvernul, cu excepția celor din 1929, când a făcut cartel cu Partidul Maghiar, obținând de fiecare dată între 10 și 15 mandate de deputați. A fost dizolvat la 30 martie 1938, ca și alte partide politice, date fiind măsurile dictatoriale pe care le-a luat regele Carol al II-lea.

## Reprezentanți
- Adolf Schullerus, senator (1919–1926)
- Franz Kräuter, deputat în opt legislaturi (1920–1938)
- Kaspar Muth, președintele partidului (1931–1935)
- Hans Otto Roth, deputat (1919–1938), liderul grupului parlamentar (1932–1938)